# Mesud Dedović
Mesud Dedović (7. travnja 1949.) je bosanskohercegovački kazališni, televizijski i filmski glumac.

## Filmografija

### Televizijske uloge
- "Stipe u gostima" kao Mirza (2011.)
- "Bibin svijet" kao portir (2010.)
- "Zakon!" kao Miralem Ibrobegpašić (2009.)
- "Sve će biti dobro" kao Zoranov šef (2008.)
- "Zauvijek susjedi" kao Zoki (2008.)
- "Ne daj se, Nina" kao Vladin šef (2007.)
- "Odmori se, zaslužio si" kao vozač tramvaja (2006.)
- "Bitange i princeze" kao taksist (2006.)
- "Zabranjena ljubav" kao Renato Kerner (2005.)
- "Naša kućica, naša slobodica" (1999.)
- "Obiteljska stvar" kao policajac #2 (1998.)
- "Smogovci" kao četnik (1996.)
- "Putovanje u Vučjak" kao drvosječa (1986.)
- "Nepokoreni grad" (1982.)

### Filmske uloge
- "Sam samcat" kao stariji gospodin (2018.)
- "Imena višnje" kao Vahid (2015.)
- "Takva su pravila" kao prosjak (2014.)
- "Čovjek ispod stola" kao Geometar (2009.)
- "Moram spavat', anđele" kao smetlar (2007.)
- "Armin" kao Zlajo (2007.)
- "Snivaj, zlato moje" kao strojovođa (2005.)
- "Slučajna suputnica" kao Cigo (2004.)
- "Tu" kao policajac (2003.)
- "Rocco" kao Roccov otac (2002.)
- "Je li jasno, prijatelju?" kao brkati čuvar (2000.)
- "Četverored" kao drugi ruski časnik (1999.)
- "Crvena prašina" kao zatvorski stražar (1999.)
- "Rusko meso" kao policajac na očevidu (1997.)
- "Isprani" (1995.)
- "Svaki put kad se rastajemo" kao četnik #1 (1994.)
- "Cijena života" (1994.)
- "Vrijeme za ..." (1993.)
- "Hamburg Altona" (1989.)
- "Horvatov izbor" (1985.)

### Sinkronizacija
- "Dinotopia 2" (2002.)
- "Dinotopia" (2002.)

## Vanjske poveznice
- Mesud Dedović u internetskoj bazi filmova IMDb-u (engl.)
- Stranica na zkl.hr  Arhivirana inačica izvorne stranice od 31. listopada 2009. (Wayback Machine)